# Dirty COW

Logo zranitelnosti Dirty COW.

Dirty COW (v překladu „špinavá kráva“, anglicky Dirty Copy On Write) je v informatice název zranitelnosti postihující jádro Linuxu. Umožňuje běžnému uživateli přepsat systémové soubory a získat tak práva superuživatele (správce počítače). Chyba je způsobena možností souběhu v mechanismu copy-on-write a je součástí linuxového jádra od verze 2.6.22 vydané v roce 2007. Zranitelnost byla objevena v říjnu 2016 bezpečnostním expertem Philem Oesterem při analýze komunikace s napadeným serverem. Chyba dostala označení CVE-2016-5195.
Bylo ukázáno, že chybu lze využít k rootování zařízení se systémem Android ve verzi (1.0 až 7.0). Chyba byla aktivně zneužívána alespoň od října 2016.
Tvůrci jádra opravili chybu 18. října 2016 a všechna jádra, která byla po tomto datu na http://kernel.org vydána jsou proti zranitelnosti chráněna, tj. všechna jádra ve verzích 4.8.3, 4.7.9 a 4.4.26 a novějších.